# Faleria
Faleria é uma comuna italiana da região do Lácio, província de Viterbo, com cerca de 1.728 (Cens. 2001) habitantes. Estende-se por uma área de 25,70 km², tendo uma densidade populacional de 67,24 hab/km². Faz fronteira com Calcata, Castel Sant'Elia, Civita Castellana, Mazzano Romano (RM), Rignano Flaminio (RM), Sant'Oreste (RM).

## Demografia
| Variação demográfica do município entre 1861 e 2011                               |
|                                                                                   |
| Fonte: Istituto Nazionale di Statistica (ISTAT) - Elaboração gráfica da Wikipedia |